# Choristostigma zephyralis
Choristostigma zephyralis là một loài bướm đêm trong họ Crambidae.